# Стадион Експлорија
Стадион Експлорија (енгл. Exploria Stadium) је фудбалски стадион у граду Орланду, Флорида, САД. Служи као домаћи терен за Орландо Сити СЦ који игра у МЛСу, највишој фудбалској дивизији у Сједињеним Државама. Поред тога, то је и стадион Орландо прајда који игра у Националној женској фудбалској лиги.

## Историја
У априлу 2013, град Орландо је купио земљиште за стадион за 8,2 милиона долара. У почетку, стадион би требало да кошта око 110 милиона долара и имао би капацитет од 19.000 гледалаца. Орландо Сити СЦ је почео да игра у МЛС-у 2015. године и играо је у много већем Цитрус боулу док стадион није био завршен. Прва утакмица Орландо Ситија привукла је 60.000 гледалаца, а просечан број гледалаца за прву сезону био је око 32.000. Схватајући да је планирани капацитет стадиона премали, клуб је тражио проширење стадиона током изградње. Две стране стадиона су попуњена и планирани капацитет промењен на 25.500. Ово проширење коштало је 45 милиона долара. За прву сезону на новом стадиону (МЛС 2017), клуб је продао свих 18.000 доступних сезонских карата..

## Спонзори
Дана 12. новембра 2014, Хејнекен је објавио уговор са неколико МЛС тимова, укључујући Орландо Сити СЦ. Овај договор је значио да је Хејнекен једини доступан бренд пива на стадиону.
Панасоник је Орландов технички спонзор. Панасоник је, између осталог, испоручио велики семафор и све друге екране на и око стадиона.

## Дизајн
Северна трибина је трибина само за стајање, прва потпуна стојећа трибина у МЛС. Надимак ове трибине је Зид и инспирисан је стадионом Борусије Дортмунд на њиховом Вестфаленштадиону. Четрдесет девет седишта на стадиону имају мотив дугине заставе у знак сећања на 49 жртава пуцњаве у Орланду у јуну 2016.

## Златни куп
Ово је био један од стадиона на Конкакафовом златном купу 2021. 
| № | Датум         | Репрезентације       | Резултат | Златни куп  | Посета |
| - | ------------- | -------------------- | -------- | ----------- | ------ |
| 1 | 12. јул 2021. | Јамајка – Суринам    | 2 : 0    | Групна фаза | 6.403  |
| 2 | 12. јул 2021. | Костарика – Гваделуп | 3 : 1    | Групна фаза | 6.403  |
| 3 | 16. јул 2021. | Гваделуп – Јамајка   | 1 : 2    | Групна фаза | 6.527  |
| 4 | 16. јул 2021. | Суринам – Костарика  | 1 : 2    | Групна фаза | 6.527  |
| 5 | 20. јул 2021. | Костарика – Јамајка  | 1 : 0    | Групна фаза | 10.264 |
| 6 | 20. јул 2021. | Панама – Гренада     | 3 : 1    | Групна фаза |        |